# 중절모자

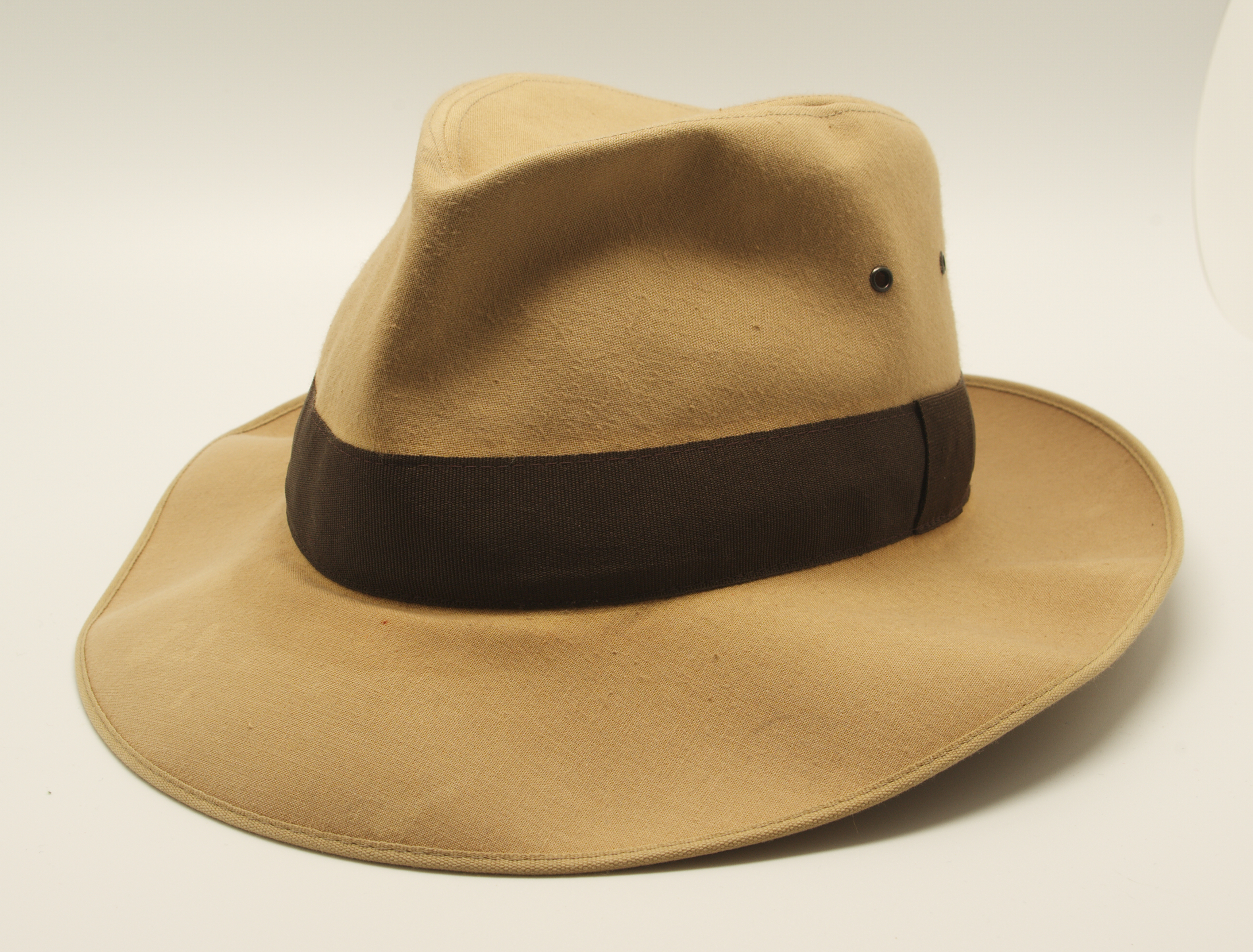

중절모자(中折帽子, fedora)는 부드러운 챙이 있는 펠트 모자의 일종이다.
소프트모자 또는 더비해트라고도 한다. 꼭대기의 가운데를 눌러서 쓰는 챙이 둥글게 달린 신사용의 모자로 남성들이 주로 쓰며, 펠트로 만든다.

## 역사
Fedora라는 용어는 일찍이 1891년에 사용되었다.
1920년대부터 1950년대 초까지 이 모자는 큰 인기를 끌게 되었다.

## 같이 보기
- 캡